# 小瓦尔道区
小瓦尔道区（匈牙利語：Kisvárdai járás），是匈牙利索博尔奇-索特马尔-贝拉格州的一个区，总面积523.09平方公里，总人口56,114人（2011年），人口密度107人/平方公里。中心城市为小瓦爾道。

## 市镇
小瓦尔道区包含3个城镇和20个村庄。